# Clifford Pickover
Clifford Alan Pickover (né en 1957) est un auteur, rédacteur, et chroniqueur dans les domaines de la science, des mathématiques, et de la science-fiction. Il est l'inventeur des nombres vampires en 1994.

## Débuts
Clifford Pickover travaillait au départ chez IBM, où existait depuis la fin des années 1970 un intranet muni d'un système de news, le VNET (en). Il commença par participer régulièrement aux forums, puis synthétisa ses interventions (et quelques autres) dans des documents électroniques internes sur sa machine virtuelle, que tout IBMer dans le monde pouvait télécharger. Constatant par les statistiques de téléchargement le succès interne de ses publications, en particulier Strange Brains and Genius (version interne) à la fin des années 1980, il décida d'en faire de vrais livres.

## Style
Le style de Pickover se caractérise par un foisonnement de détails autour de chaque sujet traité, qui donnent à ses ouvrages leur coloration particulière.

## Publications
Il a écrit plus de trente ouvrages sur des sujets aussi variés que l'informatique et la créativité, les arts, les mathématiques, les trous noirs, l'intelligence et le comportement humain, les voyages dans le temps, la vie extra-terrestre, et de  science-fiction. Il est aussi inventeur, détenteur de nombreux brevets, auteur de calendriers et d'énigmes pour des magazines destinés aux enfants ou aux adultes. Sa série de science-fiction Neoreality traite de la naissance de la réalité et de la religion.
Ses livres ont été traduits en  allemand, espagnol, chinois, coréen,  français, grec, italien, japonais et polonais.

### Ouvrages documentaires
- The Math Book, Sterling Publishing, 2009  (ISBN 978-1-4027-5796-9)
- The Mobius Strip, Thunder's Mouth Press, 2006  (ISBN 1-56025-826-8)
- Sex, Drugs, Einstein, and Elves, Smart Publications, 2005  (ISBN 1-890572-17-9)
- A Passion for Mathematics, John Wiley & Sons, 2005  (ISBN 0-471-69098-8)
- Calculus and Pizza, John Wiley & Sons, 2003  (ISBN 0-471-26987-5)
- The Mathematics of Oz, Cambridge University Press, 2002  (ISBN 0-521-01678-9)
- The Zen of Magic Squares, Circles, and Stars, Princeton University Press, 2002  (ISBN 0-691-11597-4)
- The Paradox of God and the Science of Omniscience, St. Martin's Press, 2002  (ISBN 1-4039-6457-2)
- The Stars of Heaven, Oxford University Press, 2001
- Mind-Bending Puzzles (calendars & cards), Pomegranate, chaque année
- Dreaming the Future, Prometheus, 2001
- Wonders of Numbers, Oxford University Press, 2000
- The Girl Who Gave Birth to Rabbits, Prometheus, 2000
- Cryptorunes: Codes and Secret Writing, Pomegranate, 2000
- Surfing Through Hyperspace, Oxford University Press, 1999
- Time: A Traveler's Guide, Oxford University Press, 1998
- Strange Brains and Genius, Quill, 1999
- The Science of Aliens, Basic Books, 1998
- Spider Legs, TOR, 1998 (with Piers Anthony)
- The Alien IQ Test, Basic Books, 1997
- The Loom of God, Plenum, 1997
- Black Holes: A Traveler's Guide, Wiley, 1996
- Keys to Infinity, Wiley, 1995
- Chaos in Wonderland, St. Martin's Press, 1994
- Mazes for the Mind, St. Martin's Press, 1992
- Computers and the Imagination, St. Martin's Press, 1991
- Computers, Pattern, Chaos, and Beauty, St. Martin's Press, 1990  (ISBN 0-486-41709-3)

#### Science-fiction
- Liquid Earth, Lighthouse Press, 2002
- The Lobotomy Club, Lighthouse Press, 2002
- Sushi Never Sleeps, Lighthouse Press, 2002
- Egg Drop Soup, Lighthouse Press, 2002  (ISBN 0-9714827-9-9)

### Comme éditeur
- Chaos and Fractals, Elsevier, 1998
- Fractal Horizons, St. Martin's Press, 1996
- Future Health: Computers & Medicine in the 21st Century, St. Martin's Press, 1995
- Visualizing Biological Information, World Scientific, 1995
- The Pattern Book: Fractals, Art, and Nature, World Scientific, 1995
- Visions of the Future: St. Martin's Press, 1993
- Frontiers of Scientific Visualization, Wiley, 1994
- Spiral Symmetry, World Scientific, 1992 (editor)  (ISBN 981-02-0615-1)>